# سیا کانگری
سیا کانگری (انگلیسی: Sia Kangri) کوهی به ارتفاع ۷٬۴۴۲ متر در کوه‌های بالتورو موستاق در رشته‌کوه قره‌قروم است که قله آن در نقطه مرزی مشترک پاکستان، چین و هند و در محلی که خط موقعیت زمینی واقعی میان نیروهای پاکستان و هند با قلمرو تحت کنترل چین تلاقی می‌کند، قرار دارد. سرزمین‌های اطراف این کوه مورد مناقشه این کشورهاست و اراضی جنوب‌غرب این کوه مورد ادعای هند و پاکستان و تحت کنترل پاکستان است. اراضی شمال‌شرقی بخشی از منطقه ماورای قراقروم است که از سال ۱۹۶۳ طی توافق چین با پاکستان، تحت کنترل چین است اما هند ادعای مالکیت بر آنها را دارد. اراضی جنوب‌شرقی مورد ادعای پاکستان و هند و به عنوان بخشی از لداخ تحت کنترل هند است.
سیا کانگری ۳۶مین کوه بلند دنیا و ۲۵مین کوه بلند پاکستان به‌شمار می‌رود. قله این کوه در خط‌الرأس میان حوضه سند و حوضه تاریم قرار دارد. این کوه نخستین بار در سال ۱۹۳۴ توسط کوهنوردان سوئیسی-آلمانی صعود شد.